# Giuseppe Cambini
Giuseppe Maria Gioacchino Cambini (ur. 13 lutego 1746 w Livorno, zm. 29 grudnia 1825 Bicêtre koło Paryża) – włoski kompozytor.

## Życiorys
O jego wczesnym życiu brak bliższych informacji, a wiele z nich ma charakter ciężkiej do zweryfikowana anegdoty. Kompozytor miał być na przykład, po nieudanym przedstawieniu operowym w Neapolu w 1766 roku, porwany wraz z narzeczoną przez piratów i wykupiony z niewoli przez bogatego weneckiego kupca. Być może studiował u Filipo Manfrediego i Francesco Onofrio Manfrediniego. Na początku lat 70. XVIII wieku przybył do Paryża, gdzie występował jako skrzypek w Concert Spirituel i w 1773 roku opublikował swój pierwszy zbiór kwartetów smyczkowych. W 1778 roku poznał przebywającego z wizytą w Paryżu W.A. Mozarta, który pochlebnie wyrażał się o jego twórczości. 
Odniósł sukces jako kompozytor operowy. W latach 1788–1791 był kierownikiem Théâtre des Beaujolais, a 1791–1794 Théâtre Louvois. Po 1795 roku jego muzyka straciła na popularności, a sam Cambini poświęcił się działalności pedagogicznej. W 1804 roku współpracował z Allgemeine musikalische Zeitung. W latach 1810–1811 był współredaktorem czasopisma muzycznego Tablettes de Polymne. Nie wiadomo nic na temat schyłkowego okresu jego życia.

## Twórczość
Wśród zachowanych dzieł Cambiniego znajduje się 14 oper do tekstów w języku francuskim, pięć mszy, cztery oratoria, Miserere, 82 symfonii koncertujących, 25 okolicznościowych hymnów napisanych w okresie rewolucji francuskiej, 14 koncertów, 6 symfonii, 114 kwintetów smyczkowych, 149 kwartetów smyczkowych, 104 tria, 212 dua i 30 sonat. Jest także autorem rozprawy Nouvelle méthode théorique et pratique pour le violon (Paryż, ok. 1795).